# Desmodium seleri
Desmodium seleri är en ärtväxtart som först beskrevs av Anton Karl Schindler, och fick sitt nu gällande namn av Paul Carpenter Standley och Julian Alfred Steyermark. Desmodium seleri ingår i släktet Desmodium och familjen ärtväxter. Inga underarter finns listade i Catalogue of Life.